# Phaulotypus granti
Phaulotypus granti är en insektsart som beskrevs av Burr 1899. Phaulotypus granti ingår i släktet Phaulotypus och familjen Thericleidae. Inga underarter finns listade i Catalogue of Life.